# Terror Tales of the Park IV
Terror Tales of the Park IV (Cuentos de Terror del Parque IV en Hispanoamérica y España) es el cuarto episodio de Terror Tales of the Park, y el cuarto y quinto episodio de la sexta temporada de Regular Show. Es el episodio número 164 y 165 de la serie en general. El episodio trata de que Papaleta, Benson, y Rigby cuentan historias de terror de camino a conocer a la Mamá de Musculoso. Se estrenó el 29 de octubre del 2014 en los Estados Unidos.
El éxito de este especial, dio origen a una quinta secuela, titulada "Terror Tales of the Park V" (Temporada 7, 2015).

## Sinopsis
Los trabajadores del Parque deciden y a conocer a la Sra. Sorrenstein, la Mamá de Musculoso. Musculoso dice que de acuerdo, pero que tienen que contar historias de miedo durante el camino, por lo cual Papaleta empieza con la suya:

### The Hole (contada por Papaleta Maellard)
La pandilla del Parque hace una rifa para sacrificar al trabajador perdedor arrojándolo en un Hoyo (Fantasmano fue el que perdió la rifa el año pasado). Papaleta pierde y tras capturarlo en su intento de huida, los lanzan al Hoyo, tras que este dice sus últimas palabras, pero al tener la cabeza grande, se queda atorado en el Hoyo, y empieza a convivir ahí.

### Intermedio 1
Musculoso dice que la historia de Papaleta no dio miedo, por lo cual decide regresar a su remolque, pero Benson le dice que no y empieza a contar su historia:

### Unfinished Business (contada por Benson Dunwoody)
Tras que Mordecai y Rigbone "Rigby", fallezcan el día de Halloween, Musculoso los entierra, pero junto con Skips, le hacen la advertencia a Benson de que despida a Mordecai y Rigby porque sino lo atormentarán. Tras tres meses de tormento, Benson borra a Mordecai y Rigby de la lista oficial de la computadora, como se lo dijo el Sr. Maellard en uno de sus primeros días. Pero al final, Dunwoody descubre que él estaba muerto y que Mordecai y Rigby eran gerentes, quienes lo despiden, y lo dejan llorando en su tumba, cual dice "¡Estás despedido!".

### Intermedio 2
Tras que Benson termina su historia, la pandilla llega al parque de remolques donde vive la Mamá de Musculoso, pero este dice que tienen que contar una historia más, por lo cual Rigby empieza la suya:

### Scary Movie Night (contada por Rigbone "Rigby")

#### En la realidad
En una noche de películas de miedo con Mordecai, CJ, y Eileen, Rigby pone una llamada "Triple Threat" (una cinta que fue creada por una Bola de Luz), que es una combinación de las cintas de terror, "Wolf Woods", "The Barber", y "微笑み". Sin embargo la cinta los absorbe y quedan atrapados en las tres películas, teniendo que escapar:

#### Wolf Woods
Al llegar a esta cinta, el cuarteto se encierra en una cabaña, donde encuentran a la ingenua pareja amorosa encerrada en el closet. Esta pareja, sale de la cabaña engañados por el Hombre Lobo, quien los devora, pero el cuarteto escapa.

#### The Barber
Tras llegar a un manicomio, el cuarteto se encuentra con Wyatt, un cliente de un Barbero Psicópata, quien tras engañarlo, le corta la cabeza, pero el cuarteto escapa por una puerta, haciendo que el Barbero Psicópata fracase en su intento de homicidio.

#### 微笑み
Tras llegar a Japón, se encuentran con la Niña Escolar Malvada (la antagonista de la película) devorando a una Chica Joven, por lo cual el cuarteto huye de la escena.

#### Créditos
Una vez en los créditos, encuentran la salida de la película, pero la Bola de Luz trata de matar a a CJ y electrocuta a Eileen, pero el cuarteto logra salir con vida de ahí.

#### De vuelta a la vida real
Al llegar a la realidad, descubren que ahora, los cuatro amigos son uno solo.

### Final
Una vez que Rigby termina su historia, llegan al "remolque" de la Mamá de Musculoso, quien los asusta, y Musculoso revela que ella es en realidad su hermano John Sorrenstein, pero este lo niega, y entonces, el supuesto "John" revela ser la Sra. Sorrenstein, y los asusta a todos, y luego, le desea al público un "¡Feliz Halloween!", y después revela su verdadera forma (ya que su disfraz la hacía ver más gorda) y se va.

## Reparto de Voces
- J. G. Quintel - Mordecai "Mordo", Fantasmano
- William Salyers - Rigbone "Rigby", Niño 2, Freddy
- Sam Marin - Papaleta Maellard, Benson Dunwoody, Musculoso
- Mark Hamill - Pasotes "Skips" Quippenger
- Roger Craig Smith - Hoyo, Niño 1, Calvin, Wyatt
- David Ogden Stiers - Sr. Maellard
- Linda Cardellini - Cloudy "CJ" Jane, Niña Colegiala
- Minty Lewis - Eileen Roberts, Chica Joven
- Steve Blum - John Sorrenstein, Dale, Operador de la Cabina de Peaje
- Courtenay Taylor - Meredith, Niña Malvada
- Grey Griffin - Hellen, Niña Escolar Villana
- Fred Tatasciore - Hombre Lobo
- John Cygan - Barbero Psicópata, Convicto
- Edie McClurg - Mamá de Musculoso/Sra. Sorrenstein
  - NOTA: Roger Craig Smith le daba la voz a Thomas/Nikolai y Grey Griffin le daba la voz a Kimiko, pero ambos personajes aparecieron en escenas eliminas o cortadas.